# Daiquiri (cocktail)
De daiquiri is een cocktail uit de Shortdrinkklasse. Het is een van de officiële IBA-cocktails.
Hij wordt gewoonlijk als aperitief gedronken.

## Ontstaan
De naam daiquiri is hetzelfde als die van een strand nabij Santiago, Cuba en die van een ijzermijn in dat gebied. Het is een woord uit het Taíno. De cocktail zou omstreeks 1900 in een bar genaamd Venus in Santiago, ongeveer 37 kilometer oostelijk van de mijn, zijn uitgevonden door een groep Amerikaanse mijningenieurs. Onder de aanwezigen waren Jennings Cox, algemeen directeur van de Spanish American Iron Co. en J. Francis Linthicum. Hoewel er een hardnekkig gerucht gaat dat Cox de cocktail uitvond toen hij zonder gin kwam te zitten terwijl hij Amerikaanse gasten ontving, is hij geleidelijk ontstaan vanwege de overvloedig voorhanden zijnde limoenen en suiker.

Oorspronkelijk werd het drankje geserveerd in een hoog glas vol gemalen ijs. Een theelepel suiker werd over het ijs gestrooid en het sap van één of twee limoenen werd over de suiker uitgeperst. De mix was met 60 tot 90ml rum compleet. Het glas besloeg tijdens het roeren met een langstelige lepel. Later ontwikkelde de daiquiri zich tot een mix in een shaker met dezelfde ingrediënten, maar met geschaafd ijs. Na goed shaken werd hij in een gekoeld fluitglas geserveerd. Een artikel in de editie van 14 maart 1937 van de Miami Herald en privécorrespondentie van J.F. Linthicum bevestigen het recept en de ontstaansgeschiedenis.
De cocktail werd alleen lokaal gedronken tot in 1909 admiraal Lucius W. Johnson, een U.S. Navy-marinearts Cox' drankje probeerde. Johnson introduceerde het vervolgens op de Army and Navy Club in Washington, D.C., en in een tijdspanne van twee decennia nam het aantal daiquiridrinkers flink toe.

Het drankje werd pas echt populair in de jaren 1940. Rantsoenering maakte whisk(e)y, wodka enz. moeilijk te verkrijgen, echter door Roosevelts Good Neighbor Policy (die de handel met en het reizen naar Latijns-Amerika en het Caraïbisch gebied vergemakkelijkte), was rum ruim voorhanden. Deze politiek (ook bekend als het 'Pan-American programma'), hielp ook om Latijns-Amerika in de mode te brengen. Mede hierdoor werden op rum gebaseerde drankjes, die daarvoor weggezet werden als alleen voor zeelui en ander gespuis, ook acceptabel en de daiquiri maakte een enorme toename in populariteit door in de VS.
Het basisrecept van de daiquiri lijkt ook op de grog die Britse zeelui aan boord dronken sinds de jaren 1740. Rond 1795 bevatte het dagelijks rantsoen rum, water, citroen- of limoensap en suiker. Dit was een gangbaar drankje in het Caraïbisch gebied, en nadat er ijs beschikbaar kwam verving dit al snel het water in de grog. Jennings Cox' verhaal is zeker populair en misschien heeft hij de naam aan de cocktail gegeven, maar om hem uit te vinden was hij zo'n 150 jaar te laat.

## Varianten

### IBA-cocktails
- Frozen Daiquiri; Met dezelfde ingrediënten maar dan zonder gebruik van de strainer. Het ijs komt dan in het glas terecht.
- Banana Daiquiri; Met dezelfde ingrediënten; In plaats van ijsblokjes gemalen ijs gebruiken en samen met een halve banaan blenden.

### Overige
- Derby Daiquiri; Zonder suikersiroop, maar met sinaasappelsap en triple sec.
- Fruit Daiquiri; Heeft dezelfde bereidingswijze behalve dat er stukjes fruit aan toegevoegd worden.

## Wetenswaardigheden
De daiquiri was een van de lievelingsdranken van Ernest Hemingway, maar aangezien hij last van diabetes had, liet hij de suikersiroop vervangen door grapefruitsap met een scheutje maraschinolikeur. Ook President John F. Kennedy dronk graag een daiquiri.